# L'Expédition (Bételgeuse)
Pour les articles homonymes, voir L'Expédition.
L'Expédition, publié en 2002 chez Dargaud, est le troisième tome du deuxième cycle (Bételgeuse) de la série de bande dessinée Les Mondes d'Aldébaran lancée par l'auteur brésilien Leo, le premier cycle étant Aldébaran et le troisième étant Antarès.

## Synopsis
Pour être plus informée sur les Iums, Kim accompagnée de son équipe, ainsi que des représentants de chaque clan de Betelgeuse, part en expédition sur un des canyons de Betelgeuse pour mieux comprendre les Iums et leur comportement,,.

## Documentation
- Paul Gravett (dir.), « Les années 2000 : Bételgeuse », dans Les 1001 BD qu'il faut avoir lues dans sa vie, Flammarion, 2012 (ISBN 2081277735), p. 739.